# Alva (veste litúrgica)

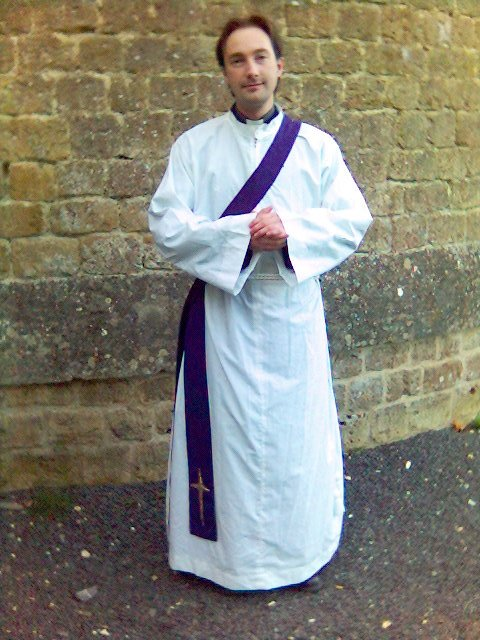
Alva

A alva (do latim alba) é uma veste litúrgica. É vestida sobre a batina ou outra roupa ordinária e sobre o amicto (se for usado), cobrindo todo o corpo até os pés. A sua confecção é feita exclusivamente em tecido branco (donde lhe vem o nome) em material nobre, ao qual se adicionam rendas. 
A Alva, juntamente com o Amito e o Cíngulo (ou a Túnica), é utilizada em celebrações predeterminadas, como em celebrações eucarísticas, encomendações, ofício das horas, bençãos, etc. 
É importante não confundir a Alva com Túnica, já que a Túnica é uma veste aprovada, por especial indulto da Santa Sé, a algumas Conferências Episcopais, em substituição ao conjunto Alva, Amito e Cíngulo. Tampouco deve ser confundida com a Batina, veste talar própria a todos os ministros ordenados, que é confeccionada na cor preta e com os botões e debruns coloridos.  

## Ritual
Ao vesti-la o Sacerdote diz:
"Fazei-me puro, Senhor, e santificai o meu coração, para que, purificado com o sangue do Cordeiro, mereça gozar as alegrias eternas."
Neste momento, o sacerdote despoja-se daquilo que é e, não obstante as suas falhas e pecados, ele celebrará na pessoa do próprio Cristo.